# Bolgar
Bolgar (russisch Болгар; tatarisch Болгар Bolğar, historisch auch als Spassk (russisch Спасск) bekannt) oder Weliki Bolğar, inoffiziell auch Bulgar, Bolgari oder Bolgary genannt, ist eine Stadt in Russland am Ufer der Wolga in der Republik Tatarstan. Vom 8. bis 15. Jahrhundert war es die Hauptstadt und Zentrum der Wolgabulgaren (Protobulgaren) und der Goldenen Horde. Heute ist sie eine Kleinstadt mit 8650 Einwohnern (Stand 14. Oktober 2010) und Verwaltungszentrum des Rajons Spassk.

## Geschichte
Die Stadt wurde im 8. Jahrhundert von den Wolgabulgaren unter Khan Kotrag als deren Hauptstadt gegründet. Ihnen schlossen sich finnische und slawische Bevölkerungsgruppen an. Zur Zeit des arabischen Reisenden Ibn Fadlān, der an einer Gesandtschaft 922 nach Bolgar zu den Wolgabulgaren teilnahm, zählte die Stadt etwa 10.000 Einwohner mit etwa 500 Häusern. Kurz nach seinem Besuch war die Stadt um 968/969 aber von Russen überfallen worden, wodurch dem Handel der Stadt ein beträchtlicher Schaden zugefügt wurde. Vor allem aus arabischen Quellen stammen die zeitgenössischen Berichte über den Handel in Bolgar. Bolgar wurde mit arabischen Geldanleihen zu einem wichtigen Handelszentrum ausgebaut. Gehandelt wurden Pelze, Sklaven, Honig, Tierhäute die als Teppiche Verwendung fanden, Bernstein, Walrosszähne, Wachs und Getreide. Sie belegen die engen Verbindungen des Reiches der Wolgabulgaren mit Mittelasien.  Auch russische Händler kamen zum Handeln nach Bolgar. Trotz des Handels mit Arabien blieben bei den slawischen und bulgarischen Bevölkerungsteilen dennoch alttürkische Sitten und Bräuche des Tengrismus erhalten. So blühte durch die arabisch-bulgarische Verquickung in Bolgar Wissenschaft und Kultur auf. Zu Anfang des 11. Jahrhunderts erhielt die Stadt eine Mauer aus Eichenholz.
Die archäologische Hinterlassenschaft auf dem Burgwall in Bolgar lässt für das 10.–12. Jahrhundert eine Burgstadt mit weitreichenden Fernhandelsverbindungen nach Ost und West sowie Niederlassungen von fremden Kaufleuten (aus Armenien, der Rus und Donaubulgarien) erkennen. Die hier gefundenen silbernen und kupfernen Münzen tragen teilweise arabische, teilweise kufische Schrift und sind zum Teil schön geprägt. Des Weiteren sind noch viele Grabsteine mit tatarischen, arabischen und armenischen Inschriften und Bildwerken, sowie alte Waffen, Münzen und Gerätschaften aller Art erhalten.
Bereits auf Befehl Peters des Großen wurden 49 der Grabinschriften aufgezeichnet und zu erklären versucht. Die arabischen stammen aus der Zeit von 619 bis 742 der Hidschra; unter den armenischen befindet sich eine von 557 und zwei von 984 und 986 n. Chr.
Zwischen 1361 und 1367 wurde die Stadt von der Goldenen Horde der Mongolen unter Khan Bolod Timur zerstört. Während russischer Einfälle im 14. Jahrhundert war die Hauptstadt nach Bilar versetzt worden; nach dessen Plünderung und Zerstörung wurde sie wieder bis zum 15. Jahrhundert nach Bolgar zurückverlegt. Als sich das Khanat Kasan gründete, wurde als neue Hauptstadt Kasan gewählt. Zu diesem Zeitpunkt wurde Bolgar zu einem religiösen Zentrum des Islams.
Im 15. Jahrhundert wurde die Stadt durch den russischen Fürst Wassili II. erneut zerstört. 1552 wurde die Stadt wie das Khanat Kasan vom russischen Zarentum unter Iwan dem Schrecklichen annektiert.

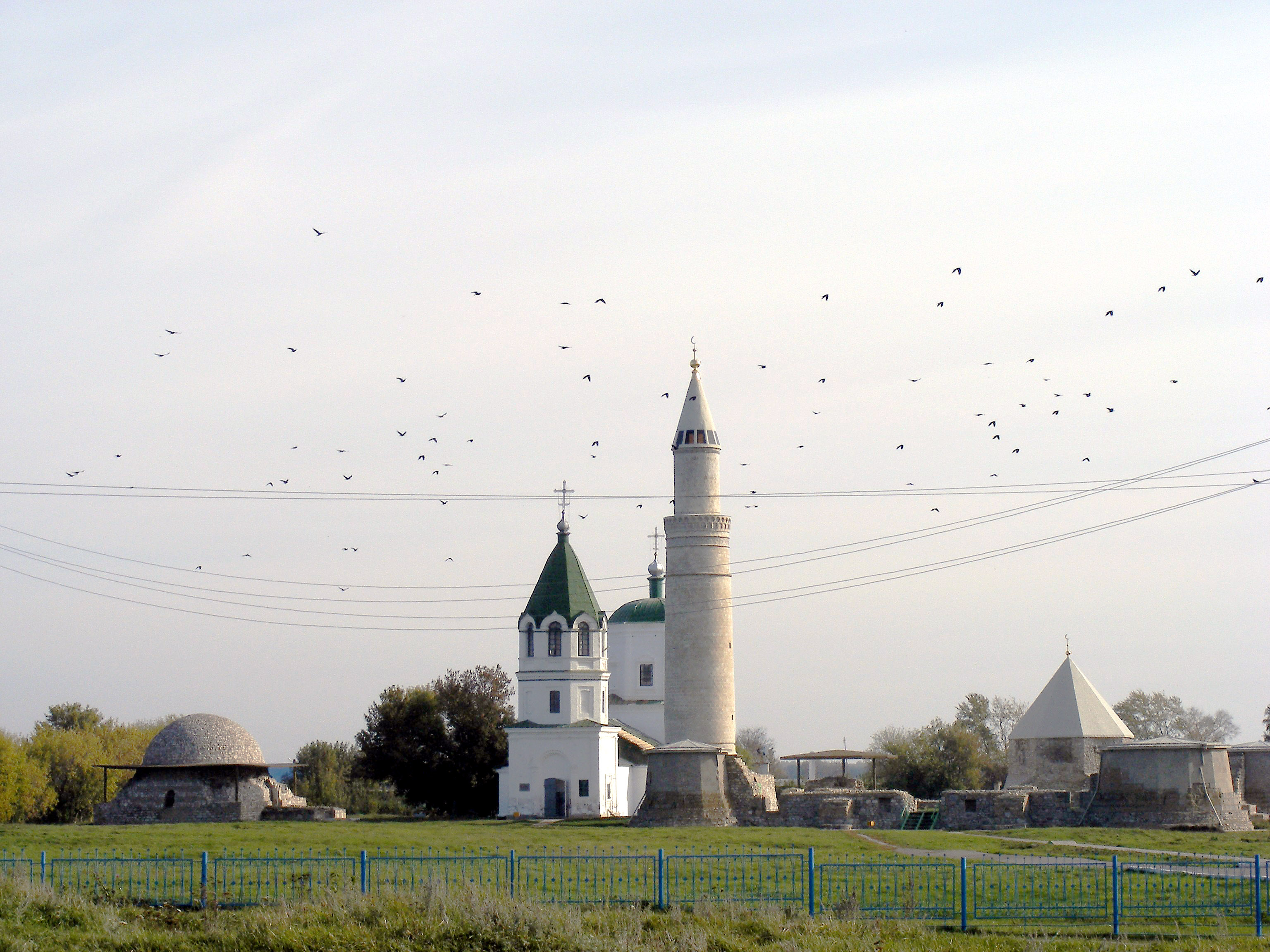
Russische Kirche und Moschee in Bolgar

Nach der Übernahme durch Russland wurden in der Gegend um Bolgar verarmte russische Bauern angesiedelt, welche als Baumaterial die Überreste der einst mächtigen Stadt benutzten. Aus diesem Grund erließ Zar Peter der Große einen speziellen Erlass zur Erhaltung der Bolgarer Ruinen, welcher historisch betrachtet das erste russische Gesetz zum Schutz einer Stadt mit historischem Hintergrund darstellt.
1781 wurde die Stadt unter dem Namen Spassk (russisch Спасск, von Спас für ‚Erlöser‘) Verwaltungssitz eines Ujesds. Zwischen 1926 und 1935 hieß die Stadt Spassk-Tatarski (Спасск-Татарский), um sie von anderen gleichnamigen Städten, wie Spassk-Rjasanski oder Spassk-Dalni unterscheiden zu können. Von 1935 bis 1991 trug sie den Namen des Revolutionärs Kuibyschew (Куйбышев) – wie auch Kuibyschew in Sibirien sowie das ebenfalls an der Wolga gelegenen heutige Samara. 1991 gab man der Stadt ihren alten Namen Bolgar zurück.
Seit 2011 ist die Stadt Namensgeber für den Bolgar Buttress, einen Berg im Grahamland in der Antarktis.
| Jahr | Einwohner |
| ---- | --------- |
| 1897 | 2770      |
| 1939 | 6188      |
| 1959 | 7023      |
| 1970 | 7231      |
| 1979 | 8383      |
| 1989 | 8397      |
| 2002 | 8655      |
| 2010 | 8650      |

Anmerkung: Volkszählungsdaten

## Sehenswürdigkeiten
Das heutige Bolgar steht innerhalb der noch großenteils erhaltenen Walllinien der alten Wolgabulgaren-Hauptstadt Bolgar, von welcher Türme (am besten erhalten der sogenannte Misgir-Turm) und Mauerreste übrig sind. Der historische und archäologische Komplex gehört seit 2014 zum UNESCO-Weltkulturerbe.